# Bataan (pel·lícula)
 Bataan és una pel·lícula estatunidenca dirigida per Tay Garnett el 1943, que tracta de la Batalla de Bataan al començament de la Segona Guerra Mundial. Produïda per la Metro-Goldwyn-Mayer, amb Dore Schary com a productor executiu. La va protagonitzar Robert Taylor, Lloyd Nolan, Thomas Mitchell i Robert Walker.

## Argument
El 1942, l'exèrcit estatunidenc de les Filipines està fracassant davant les importants forces d'invasió japoneses. Setze soldats americans es perden a la jungla de Bataan. Acaben de lluitar heroicament, durant diversos dies contra els japonesos. Però, mancats d'aliments i de municions, han hagut d'abandonar el terreny a l'enemic. Desgraciadament, l'única via de retirada possible és l'espessa jungla que cobreix les illes de l'arxipèlag filipí. Cansats, ferits, gairebé desarmats, els marines en retirada han de lluitar ara contra un enemic més sorneguer encara: la desmoralització i la malària, afavorida per condicions d'higiene precàries. Tot intentant contenir l'atac dels seus adversaris, els homes de l'oncle Sam intenten eludir la trampa que sembla tancar-se de nou irremisiblement sobre ells...

## Bases històriques
La batalla de Bataan va seguir la batalla de les Filipines el desembre de 1941 i va tenir lloc des de l'1 de gener al 9 d'abril de 1942. Les forces americanes i filipines es van retirar des de Manila fins a la pròxima península muntanyosa de Bataan per a una última parada desesperada, esperant una força d'ajuda. Tanmateix, els aliats estaven retirant-se de moltes àrees del Pacific i no es podia enviar cap reforç. Després de tres mesos de resistència tossuda, els defensors, morts de gana i malalts de malària, es rendien i es forçaven a emprendre la infame Marxa de la Mort de Bataan.

## Producció
La presència d'una força de combat racialment integrada va evitar l'emissió de la pel·lícula al Sud dels Estats Units.
Escenes de la pel·lícula de la RKO de 1934  The Lost Patrol , dirigida per John Ford, van ser reciclades en aquesta pel·lícula. La pel·lícula es va estrenar a Nova York el 3 de juny de 1943.

## Repartiment
- Robert Taylor: Sergent Bill Dane
- George Murphy: Tinent Steve Bentley
- Thomas Mitchell: Caporal Jake Feingold
- Lloyd Nolan: Caporal Barney Todd
- Lee Bowman: Capità Henry Lassiter
- Robert Walker: Leonard Purckett
- Desi Arnaz: Felix Ramirez
- Barry Nelson: F.X. Matowski
- Phillip Terry: Matthew Hardy
- Roque Espiritu: Catizbay